# Івасюк Іван Миколайович
Іван Миколайович Івасюк (1916, с. Клубівці, Тлумацький повіт, Королівство Галичини та Володимирії, Австро-Угорщина, нині Тисменицька міська громада, Івано-Франківська область, Україна — 24 серпня 1945, Київ, УРСР) — український політичний та військовий діяч, член ОУН, пропагандист центрального проводу ОУН, основоположник та провідник Клубовецького Куща Самооборони. Один з найвпливовіших лідерів українського визвольного руху на Тисмениччині. Розстріляний радянською владою, як «ворог народу». 

## Біографія

### Молоді роки
Іван Івасюк народився у селі Клубівці Тлумацького повіту Станиславівського воєводства (тепер Тисменицька міська громада Івано-Франківської області).
Батьки були селянами. Батько, Микола Онуфрійович, працював на залізничній станції; мати — Ганна Миколаївна (до шлюбу Дячишин). Впродовж 1931–1935 років навчався у Тлумацькій гімназії. Не продовжив навчання через фінансову скруту. Працював дорожнім майстром у Товмацькому повіті. У 1930-х роках належав до молодіжних товариств «Луг», «Каменярі», «Просвіта», «Рідна Школа». У 1938 році став членом п'ятірки сільської ОУН. Після розділу Польщі у 1939 році працював секретарем сільської ради Клубівців під прикриттям ОУН.

### Захоплення влади
На початку радянсько-німецької війни з іншими українськими націоналістами захопив радянську адміністрацію у Клубівцях, проголосив українську владу та майбутню підпорядкованість уряду Української держави. За короткий час сформував адміністрацію і поліцію, ініціював висипання символічної могили борцям за волю України репресованих НКВС у 1939-1941 роках. Формування проіснувало біля двох тижнів, але нацисти не визнали Української держави і почали переслідування її прихильників та лідерів. Окрім того, Івасюк потрапив під переслідування, як колишній представник радянської влади. Тож більше п'яти місяців переховувався у Клубівцях та Надорожній від гестапо.

### У німецькій кримінальній поліції
У грудні 1941 року, після розмови з двоюрідним братом Теодором Рекетчуком переїхав у Львів. В січні 1942 року виїхав у Малопольське воєводство для проходження курсів слідчого складу німецької кримінальної поліції. Там протягом трьох місяців вивчав польський кримінальний кодекс, криміналістику, процесуальний кодекс, інструкції для поліції, графологію, дактилоскопію, стройову та фізичну підготовку. Після закінчення школи Івасюку присвоєно звання капрала, і 1 квітня 1942 року направлено у Львів для роботи. Тут він обіймає посаду в третьому комісаріаті міської поліції. Івасюк, як ще ярий працівник, був закріплений до старшого слідчого. За півтора місяця з ним розслідує біля 10 справ, які передає в суд.
20 травня 1942 року дирекцією міської поліції Львова Івасюк переведений на роботу в Тернопіль, де також працював у розшуку міської кримінальної поліції – перші два місяці разом зі старшим слідчим, а потім – самостійно. В Тернополі Івасюк стикнувся зі страшними речами, які творили німці: масові єврейські погроми, гетто, вивіз людей на роботу в Німеччину.
У вересні 1942 року встановлює зв'язок з референтом СБ Тернопільського обласного проводу ОУН Василем Ґоянюком, який розповідає Івасюку про нову політику ОУН стосовно нацистів і пропонує йому активізуватись в ОУН. Івасюк відповідає згодою і отримує перше псевдо – Ярко.
З вересня 1942 Івасюк працював в гестапо як агент СБ. У березні 1943 року їде в Львів, де проходить тритижневі курси дактилоскопії, повертається до Тернополя і пробуває за тією ж спеціальністю в поліції. Так Івасюк пропрацював розвідником до лютого 1944 року.

### В школі пропаганди ОУН
За розпорядженням Ґоянюка, Івасюк залишив службу в кримінальній поліції і направився на Волинь. 2-4 лютого 1944 року Івасюк прибув у район Костополя до розташування школи пропаганди ОУН в лісі недалеко містечка. Тут пройшов півторамісячний вишкіл, де вивчав структуру ОУН, методи пропаганди, історію України та історію ОУН, фізичну культуру.

### Пропагандистський рейд Україною
У квітні Івасюк від керівника школи «Тополі» одержав під своє командування 18 озброєних осіб і завдання пробиратися в східні області України, де проводити просвітницьку роботу серед цивільного населення та створювати філії ОУН на місцях. По короткому виступі Миколи Лебідя група відправилась в рейд, у ході якого Іван Івасюк змінив псевдо на Арсен.
Спочатку Вінницька область. Протягом рейду в цій області Івасюк особисто виступив перед місцевим населенням більше 30-ти разів. У Вінницькій області група перебувала чотири місяці, до серпня 1944 року. У зв’язку з насиченістю військ РСЧА довелося піти в підпілля і припинити діяльність на один місяць. В серпні група Івасюка отримала доручення прибути до Білої Церкви, де повинні зібратися всі рейдуючі агітаційні групи. У кінці місяця група прибула на місце призначення, де пропагандистів зустрів Микола Лебідь з групами, які проводили агітацію в Житомирській та Кам’янець-Подільській областях.

### Повернення у Галичину
Через хворобу Івасюк попросив у Лебідя рішення про відпустку додому. Отримавши дозвіл Івасюк зі зв’язковим «Шрамом» вирушив у дорогу. 25-26 вересня 1944 року Івасюк прибув у Клубівці, де змінив псевдо на Нестор. Після кількох днів відпочинку Івасюк зв’язався зі станичною Катериною Бойко і через неї передав повідомлення районному провіднику ОУН  Миколі Савику, якому повідомив, хто він є. Савик у відповідь пообіцяв, що узгодить питання, і як тільки буде вільна посада, візьме його для роботи в районному проводі ОУН. Івасюк залишився дома і лікувався.

## Утворення СКВ «Клубівці» №2
Повернувшись додому Івасюк зайнявся формуванням СКВ «Клубівці» №2. На конференції з Тисменицьким районним проводом ОУН 4 січня 1945 року клубовецький кущ прийнято до складу другого підрайону Тисменицького райпроводу ОУН. Стрільця СКВ Василя Ковальчука призначено станичним та господарчим референтом по станиці Клубівці, а Микола Пронюк замінив Івасюка на посаді провідника куща. 

## Полон
20 січня 1945 року силами оперативної групи НКВС 2 комендатури 27 прикордонного загону під командою Яценка–Сергеєва у клубовецькому лісі (урочище Вербовий Провал) була викрита, взята у кільце і розбита криївка СКВ «Клубівці» №2 – у полон потрапили комбатантів СКВ, зокрема Іван Івасюк, його брат Михайло та станичний Клубівців Василь Ковальчук. В ході бою загинув вартовий Василь Молощак.

## Смерть
Після слідства, яке тривало з січня по липень 1945 року у Тлумачі, Станіславі, Львові та Києві, військовий трибунал НКВС присудив Івану Івасюку вищу міру покарання (розстріл), яку виконали 24 серпня 1945 року в Київській тюрмі.  

## Відмова у політичній реабілітації

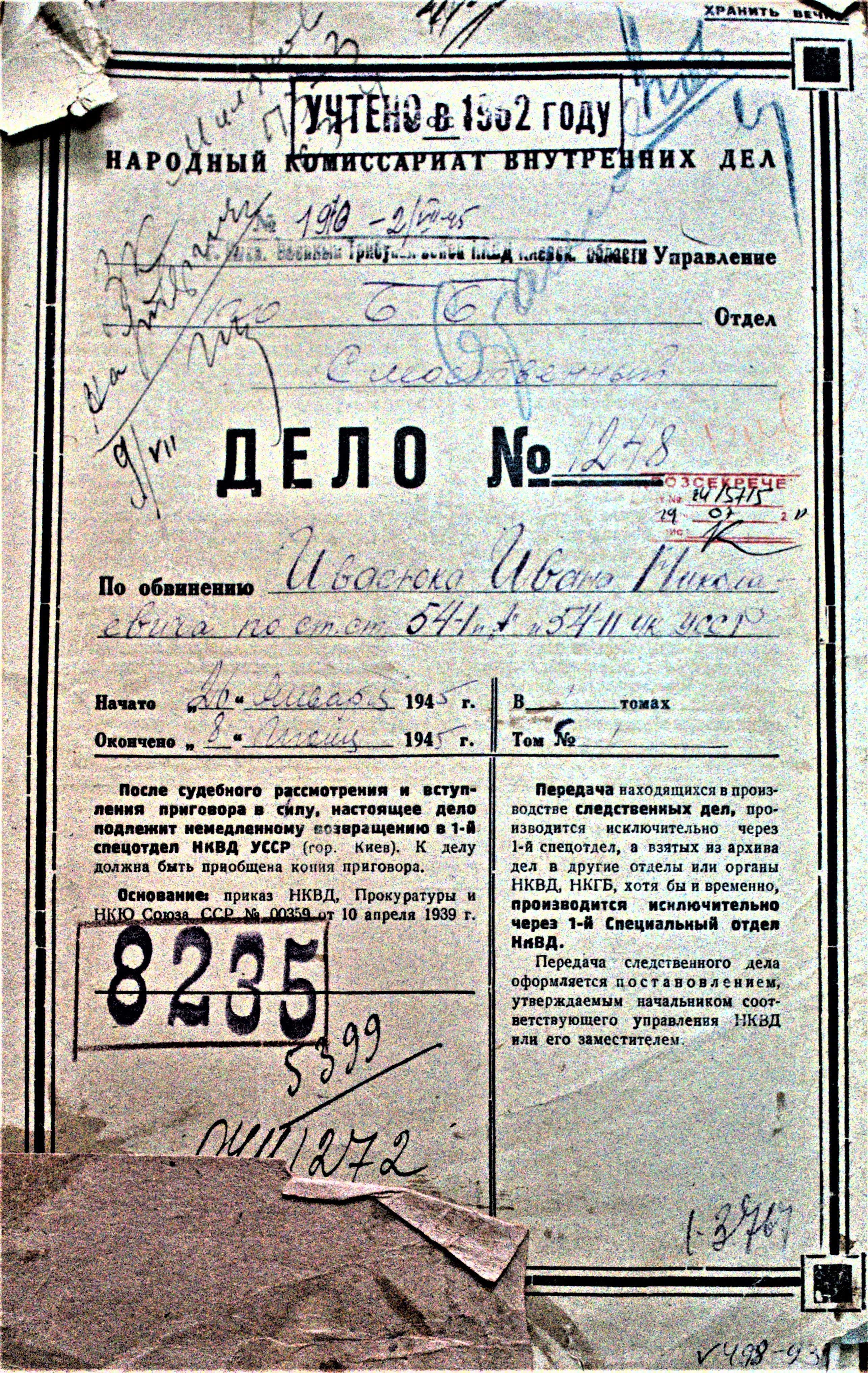
Обкладинка кримінальної справи Івана Івасюка

У 1994 році реабілітаційна комісія визначила Івана Івасюка, як обґрунтовано засудженого і не підлягаючого реабілітації. Аргументами була служба Івасюка в німецькій поліції, участь в акціях знищення євреїв під час служби у Тернополі та відсутність заяв зацікавлених у реабілітації осіб.
Проте у кримінальній справі Івана Івасюка не було допитано жодного свідка.

## Ушанування пам'яті
- В 2022 році поблизу криївки ККС побудовано військовий меморіал[3].
- У вересні 2022 року Євген Пронюк присвятив Івану Івасюку книгу «Пам'ятати Вічно».